# Kulina
I Kulina (o anche Culina) sono un gruppo etnico del Brasile e del Perù che ha una popolazione stimata in circa 4.000 individui (anni 2006 e 2007). Parlano la lingua Culina (codice ISO 639: CUL) e sono principalmente di fede animista.

## Lingua
La lingua Kulina appartiene alla famiglia delle lingue Arawan e, fino all'arrivo dei bianchi, sono stati uno dei gruppi più numerosi nello stato di Acre e nel sud del Rio delle Amazzoni. La loro auto-designazione è madija (pronunciata madirrá) che significa "coloro che sono persone", mentre i bianchi sono chiamati genericamente con il termine "Caria".

## Insediamenti
Vivono negli stati brasiliani dell'Amazonas e dell'Acre (fiumi Juruá e Purus) e in Perù.

## Storia
Ci sono poche informazioni sulla storia di questo gruppo, soprattutto nel periodo prima della fine del XIX secolo. Fino a quel momento gli unici a entrare nella zona abitata dai Culina erano prevalentemente esploratori, studiosi di piante e cacciatori occasionali che non avevano alcun interesse nello studio dell'etnia. Alcuni di questi esploratori intrapresero anche relazioni commerciali con i nativi scambiando tartarughe, spezie, oli vegetali, legno di qualità e semi di cacao, in cambio di utensili, vestiti, ami da pesca e altri prodotti industriali. Alla fine del XIX secolo furono poi frequenti le incursioni dei caucheiros peruviani (raccoglitori di caucciù); ciò spinse i Culina a migrare verso le parti superiori dei fiumi Purus e Juruá.
Solo nel 1984 fu stabilita la delimitazione della "Terra Indígena Alto Purus", cui ha fatto seguito l'interdizione dell'area da parte del FUNAI il 31 luglio 1987 e il definitivo insediamento protetto da parte dei Culina.